# Ronnie Allen
Ronald «Ronnie» Allen (15 de enero de 1929 – 9 de junio de 2001) fue un jugador de fútbol internacional y entrenador inglés. Fue futbolista profesional durante diecinueve años, entre 1946 y 1964, jugando 638 partidos en la Footbal League, y anotando 276 goles. También jugó cinco partidos en la selección inglesa. Más tarde sería un entrenador de clubes en el Reino Unido, España, Portugal, y Grecia. Su hijo, Russell, también jugó a fútbol profesional durante los años 1970.
Empezó su carrera en 1946 en Port Vale, y estuvo cuatro años en el club antes de hacer un traspaso récord al West Bromwich Albion. Fue uno  de los mejores goleadores de los años 1950, jugando más de 400 partidos, con un ratio de un gol cada dos partido. Levantó la FA Cup en 1954, y ayudó el club en la FA Charity Shield del mismo año, y consiguió un segundo puesto en la Primera División en 1953-1954. En 1961  firmó con el Crystal Palace, donde pasaría sus últimos cuatro años de su carrera como jugador. Ayudó al Crystal Palce a ganar la promoción a la Tercera Divissión en 1963-1964.
Su carrera de como entrenador empezó en 1966 en el Wolverhampton Wanderers, sacándolos de Segunda División en 1966-1967. En 1969, tomó las riendas en el Athletic Club español, dirigiendo el club a un segundo puesto en La Liga en 1969–70. En 1972, fue nombrado entrenador del club portugués Sporting de Lisboa. Tras una temporada en ese club, volvió a Inglaterra para dirigir al Walsall por un breve periodo. En 1977, fue entrenador del West Bromwich Albion brevemente. Después de una temporada aconsejando a la selección de Arabia Saudí, se encargó del club griego Panathinaikos F c. durante un breve periodo en 1980. El último equipo al que entrenó fue el West Bromwich Albion en 1981-1982, tras lo cual sirvió al club como entrenador y scout.

## Carrera como jugador en clubes

### Equipos de juventud
Nacido en Fenton, Stoke-on-Trent, Allen atendió al Instituto Hanley. A pesar de jugar para el equipo de rugby escolar, su deporte preferido era el fútbol, y jugó para los Boys' Brigade locales y, más tarde scouts de Wellington. Entonces fichó por el Northwood Mission, donde jugó como extremo derecho al lado Bill McGarry y Basil Hayward, quienes más tarde serían sus compañeros  de equipo en el Port Vale F. C. Allen puntuó 57 goles para el Mission en la temporada 1943–44.

### Port Vale
Allen firmó un contrato como amateur con el Port Vale en diciembre de 1944. Hizo su debut el 2 de abril de 1945 en un empate a 2–2 contra el Wrexham en la Football Ligue North, jugando como extremo derecho y asistiendo en uno de los goles para el Vale. En ese momento medía 1,47 m y pesaba menos de 50 kg. Anotó su primer gol para el club en un 4–3 contra el Norwich City F. C. en agosto de 1945, y en marzo de 1946 firmó como profesional a tiempo parcial, recibiendo 10 £ al firmar. La temporada 1946–47 fue la primera temporada completa de fútbol competitivo en Inglaterra tras el fin de la Segunda Guerra Mundial; Allen hizo su debut en la Football League el 7 de septiembre de 1946 en una derrota por 2–1 frente al Exeter City F. C. Debido a sus compromisos de servicio nacionales, solo jugó 18 partidos esa temporadas, anotando cinco goles. Fue el máximo anotador del club en la temporada 1947–48, con 13 goles.
Allen unió joven a la Real Fuerza Aérea Británica en 1947 y representó a su equipo de fútbol en varias ocasiones. Fue desmovilizado el 1 de junio de 1949. En total jugó 156 partidos para el club (incluyendo partidos en tiempo de guerra), anotando 40 goles.

### West Bromwich Albion
Allen fue transferido alWest Bromwich Albion Football Club el 2 de marzo de 1950 por 20 000 libras, un fichaje de coste récord para ambos clubes en aquel momento. Esto era más de doble el anterior Albion registro, puesto cuándo Jackie Vernon estuvo traída al club tres años más tempranos. Allen puntuó en su debut dos días más tarde para asegurar un 1@–1 sorteo contra Wolverhampton Trotamundos en un Primer partido de División. El attendance de 60,945 restos un registro para un juego de liga en El Hawthorns. Aun así, midiendo tan solo 1,73 m y pesando apenas 70 kg, emergió como un talentoso goleador, ayudando para definir la función moderna de hombre de objetivo. Firmado por Jack Smith, sea pronto convertido de un jugador ancho a un centro-adelante. Allen también beneficiado del ultra-técnicas de formación moderna de Jesse Carver, quién sirvió Albion tan director para un tiempo breve en el 1952@–53 campaña. Carver  sucesor, Vic Buckingham, también tuvo una filosofía de Fútbol Total, y apreció la habilidad técnica Allen poseyó, dejándole para jugar como profundo-lying atacante con habitación para regatear en voluntad @– una posición revolucionaria y táctica.
Davy Walsh, el club  superior-anotador desde la guerra, estuvo vendido encima a Aston Villa en diciembre de 1950 para un £25,000 coste. Allen dirigió llenar atacando void, y formó una sociedad mortífera con Johnny Nicholls, alimentando poacher Nicholls muchos de los 58 objetivos de liga  puntúe entre 1951 y 1957. Allen devenía el club   superior-anotador para tres estaciones sucesivas, pegando diez objetivos en 1950–51, 32 objetivos en 1951–52, y veinte objetivos en 1952–53. Su carrera estuvo interrumpida por Nicholls, quién devenía el superior-anotador en 1953–54, cuando el club grabó un segundo-llegada de sitio en la liga. Durante la campaña, Allen puntuó contra club anterior Valle Portuario en la FA Cup semi-final y entonces puntuado dos veces en contra Preston Fin Del norte en la 1954 final, el cual Albion ganado 3@–2. Él entonces puntuado un sombrero-truco en el 1954 FA Escudo de Caridad en Molineux, asegurando un 4@–4 sorteo con campeones de liga y rivales de País Negro Wolverhampton Trotamundos. Sea Primera División  anotador superior en 1954@–55 con 27 objetivos, aunque el "Baggies" luchó en la liga, acabando un decepcionante decimoséptimo.
Devenga el club   superior-anotador para un quinto y tiempo final en 1955@–56, pegando la red diecisiete tiempo. El registro de transferencia de Allen estuvo roto en Marcha 1956, cuándo el club pagó Fulham £25,000 para Bobby Robson. El club logró la FA Cup semi-finales otra vez en 1956@–57, sólo para salir perdiendo a Aston Villa de ganadores eventuales, siguiendo un replay. Albion Dirigido para mejorar su forma de liga en 1957@–58, acabando cuarto, tan Robson y Derek Kevan  sociedad de huelga reemplazó que de Allen es y Nicholls'. Aun así Nicholls departed, Allen quedó un miembro clave del primer equipo, tan Del oeste Brom acabado quinto en 1958@–59; más allá realce su estado legendario en Albion por puntuar el empate tarde en el juego en contra Aston Villa para enviar Albion  rivales más grandes abajo. Director nuevo Gordon Clark dirigió Al oeste Brom a un cuarto-llegada de sitio en 1959–60, el cual estuvo seguido por un décimo-llegada de sitio en 1960–61.
Puntúe un total de 234 objetivos en 458 aspectos para el Del oeste Brom, haciéndole el segundo anotador más alto en la historia del club, detrás Tony Brown. Este récord también le hace octavo en el club es todo -gráficos de aspecto del tiempo.

### Crystal Palace
Allen estuvo vendido encima a Palacio de Cristal para un £4,500 coste en mayo de 1961. Debajo Arthur Rowe  stewardship, el "Glaziers" acabó 1961–62 decimoquinto en la Tercera División. Dick Graham entonces tomó las riendas para el resto del tiempo de Allen en Selhurst Parque, cuando el club luchado en mid-mesa en 1962–63, sólo para ganar promoción como subcampeones en 1963–64. A pesar de que sus aspectos en 1963–64 estuvo restringido por daño (a 27) sea oficialmente capitán del lado que estación. Después de puntuar un Segundo objetivo de División en 1964–65,  devenga el jugador único para puntuar  un objetivo de Liga del Fútbol en las primeras veinte estaciones de correo-fútbol de guerra. Deje Palacio de Cristal en Marcha 1965 en la edad de 36, habiendo puntuado 34 objetivos en 100 juegos de liga para el club.

## Carrera como internacional
Allen hizo su debut de Inglaterra en la edad de 23, en un 3–0 amistoso gana en contra Suiza en Zúrich el 28 de mayo de 1952. Tenga que esperar casi dos años para su segunda gorra, el cual vino en contra Escocia el 3 de abril de 1954, el mismo día que su club Del oeste Bromwich Albion jugaba rivales Wolverhampton Trotamundos en un Primer partido de División vital. Allen puntuó con un encabezamiento en el segundo medio de ayudar Inglaterra batió el Scots 4–2 en el partido en Hampden Parque, y también tuvo otro objetivo encabezado disallowed. Él también aparecido en contra Yugoslavia, y estuvo incluido en el equipo inicial de Inglaterra para el 1954 FIFA Taza Mundial, pero no hizo el partido ambulante final. No obstante gane dos gorras más lejanas, el primer del cual era un 3 –2 gana en contra Gales en un juego de Campeonato de Casa británico, y el último del cual era contra Alemania Del oeste el 1 de diciembre de 1954. Allen puntuó de seis patios fuera en un 3–1 Wembley ganar contra los campeones Mundiales. Sea otra vez pasado por alto en la selección para el 1958 FIFA Taza Mundial. Esté visto para ser demasiado lejos al frente de su tiempo. En su carencia de gorras de Inglaterra, Allen él dijo, "#Ninguno dos personas ven el juego la misma manera y todo el mundo está titulado a su juicio propio". Albion teammate Frank Griffin declaró que " había demasiado énfasis puesto encima altura para percusores de Inglaterra. Ellos todo tuvo que ser como Lawton y ser encima 6ft. Tenga que haber jugado para Inglaterra más, no había ningún Allen de dudar  sheer habilidad. Aquello tendría que haber sido bastante."
Además de anotar dos goles en cinco partidos internacionales, también aparecido dos veces para la Inglaterra B equipo; ambos partidos tuvieron lugar en 1954. Él también puntuado dos veces para Inglaterra B cuándo  batieron un Sheffield XI 5–4 en octubre de 1957, a pesar de que este partido no es incluido en la Inglaterra B los registros compilaron por rsssf. Allen viajó con Inglaterra al 1958 y 1982 Tazas Mundiales como el intérprete oficial del equipo.

## Estilo de juego
Allen era un delantero hábil e inteligente, que utilizaba su velocidad más que su físico para sacar la mejor jugada ante los defensas rivales. Era un consumado pasador de balones, capaz de hacer pases precisos tanto en corta como en larga distancia. Tenía una visión de juego fantástica, y podía jugar con ambos pies. También tenía un potente disparo, era una ejecutor de penaltis, y haca voleas con facilidad. El sitio web oficial del West Bromwich Albion describe a Allen como «el futbolista completo», y le compara a la leyenda húngara Ferenc Puskás.

## Carrera como entrenador
En marzo de 1965 Allen unió Wolverhampton Trotamundos como entrenador sénior, trabajando debajo director Andy Beattie. Siguiente Beattie  salida, Allen le reemplazó tan director en septiembre de 1965, justo después de su relegation a la Segunda División. Firme jugadores de calidad, trayendo nombres como Derek Dougan y Mike Bailey a Molineux. Les guíe a promoción en 1966–67, y los lobos consolidaron su estado de vuelo superior en 1967–68. Aun así  esté despedido en noviembre de 1968, y reemplazado por Valle Portuario anterior teammate Bill McGarry.
Allen tomó arriba del correo de director en Athletic Club de club español en verano 1969, reemplazando Rafael Iriondo. Dirija Atlético a sitio de subcampeones en La Liga en 1969–70, cuando  acabaron uno señala detrás de Atlético Madrid. En 1970–71 los Leones acabaron quinto, ocho puntos detrás de campeones Valencia Cf. Quede en el club hasta que noviembre 1971, dejando poco después siendo eliminado de la Taza de UEFA por Eintracht Braunschweig.
Fue nombrado director en el equipo portugués Deportivo CP para el 1972–73 campaña. Fue despedido antes del fin de la temporada debido a un pobre mostrando en el Primeira Liga @– el club acabado en el quinto sitio, equalling su peor nunca llegada, a pesar del goalscoring forma de Héctor Yazalde. Campeones S. L. Benfica Ganó 28 de sus 30 juegos de liga. En despecho su forma de liga, director nuevo Mário Lino dirigió Deportivo a su noveno Taça de éxito de Portugal, después de derrotar Vitória 3–2 en el Estádio Nacional.
Regresó al Midlands para tomar las riendas de administración en Walsall en julio de 1973. Aun así  gaste justo seis meses en embestir contra Parque de Socios. El "Sadders" acabó el 1973–74 campaña decimoquinto en la Tercera División. Regrese a Del oeste Bromwich Albion como scouting advisor en enero de 1977, antes de ser instalado tan director seis meses más tarde.  Recomiende la señal de club Cyrille Regis, quién devendría el precursor principal del club para el próximo siete años y parte de los "Tres Grados" con Brendon Batson y Laurie Cunningham. Dé un paso abajo en diciembre, para tomar arriba del financieramente lucrative correo como advisor a la Arabia Saudí equipo de fútbol nacional. Regrese a administración en junio de 1980, este tiempo en club griego Panathinaikos. Otra vez  disfrute sólo reinado a escaso, y estuvo ido dentro seis meses. En su ausencia, los "Verdes" acabaron quinto en el Superleague Grecia.
Regresó al Hawthorns cuando director otra vez en julio de 1981, teniendo éxito Ron Atkinson – quién acabó de mover a Manchester United. Dos de Albion  jugadores más buenos, Remi Moisés y Bryan Robson, pronto unidos Atkinson en Old Trafford y esto tuvieron un efecto negativo en Albion es anteriormente fortunas de liga buena. Firme Steve Mackenzie, Andy King, Martin Jol, y Romeo Zondervan; ninguno de quien probaría particularmente eficaz. Albion Hizo bien en las competiciones de taza, logrando el semi-finales de ambas la FA Cup y la Taza de Liga, a pesar de que  padecieron una salida temprana de la Taza de UEFA. Pero Allen era incapaz de poner junto una carrera buena de forma en la Primera División, y Albion sólo quedado arriba después de ganar su juego final de la estación. Entonces acabe su carrera directiva en mayo de 1982, escogiendo en cambio para trabajar como el director general del club. Dé un paso abajo de este correo en junio de 1983, aun así continuado para entrenar y scout para el club durante su jubilación, hasta que 1996. Él incluso jugado en un testimonial partido en Cheltenham en 1995, en la edad de 66.

## Legado y vida personal
Tuvo un hijo, Russell Allen, que empezó su carrera en el West Bromwich Albion, jugando cerca de 300 partidos de Liga en el Tranmere Rovers F. C. y en el Mansfield Town F. C. entre 1971 y 1981.
Ronnie Allen murió en junio de 2001. El partido amistoso celebrado esa pretemporada entre el West Bromwich Albion y el Athletic Club fue llamado Partido Conmemorativo a Ronnie Allen, en reconocimiento de su contribución a ambos clubes. Se guardó un minuto de silencio antes del saque inicial y la recaudación del partido fue para una sociedad contra el alzhéimer. Allen se tuvo jugado y puntuado el objetivo único para West Bromwich Albion en un testimonial partido para Athletic largo sirviendo jugador Piru Gaínza en 1958, y mientras dirigiendo el lado español en 1971 haya arreglado dos amistosos entre los clubes para el beneficio de Bobby Hope y José Ángel Iribar.
En 2004 Allen estuvo nombrado cuando uno de West Bromwich Albion 16 jugadores más grandes, en una encuesta organizó tan parte del 125 aniversario del club.

## Estadísticas

### Estadísticas como jugador
| Club                       | Temporada        | División                 | Liga     | Liga  | FA Cup   | FA Cup | Otros    | Otros | Total    | Total |
| Club                       | Temporada        | División                 | Partidos | Goles | Partidos | Goles  | Partidos | Goles | Partidos | Goles |
| -------------------------- | ---------------- | ------------------------ | -------- | ----- | -------- | ------ | -------- | ----- | -------- | ----- |
| Port Vale F. C.            | 1945–46          | 0                        | 0        | 6     | 2        | 0      | 0        | 6     | 2        |       |
| Port Vale F. C.            | 1946–47          | Tercera División del Sur | 18       | 5     | 0        | 0      | 0        | 0     | 18       | 5     |
| Port Vale F. C.            | 1947–48          | Tercera División del Sur | 38       | 13    | 1        | 0      | 0        | 0     | 39       | 13    |
| Port Vale F. C.            | 1948–49          | Tercera División del Sur | 40       | 10    | 1        | 0      | 0        | 0     | 41       | 10    |
| Port Vale F. C.            | 1949–50          | Tercera División del Sur | 27       | 6     | 4        | 2      | 0        | 0     | 31       | 8     |
| Port Vale F. C.            | Total            | Total                    | 123      | 34    | 12       | 4      | 0        | 0     | 135      | 38    |
| West Bromwich Albion F. C. | 1949–50          | Primera División         | 11       | 5     | 0        | 0      | 0        | 0     | 11       | 5     |
| West Bromwich Albion F. C. | 1950–51          | Primera División         | 40       | 10    | 2        | 0      | 0        | 0     | 42       | 10    |
| West Bromwich Albion F. C. | 1951–52          | Primera División         | 40       | 32    | 2        | 3      | 0        | 0     | 42       | 36    |
| West Bromwich Albion F. C. | 1952–53          | Primera División         | 41       | 20    | 5        | 1      | 0        | 0     | 46       | 21    |
| West Bromwich Albion F. C. | 1953–54          | Primera División         | 39       | 27    | 6        | 7      | 0        | 0     | 45       | 34    |
| West Bromwich Albion F. C. | 1954–55          | Primera División         | 42       | 27    | 2        | 0      | 1        | 3     | 45       | 30    |
| West Bromwich Albion F. C. | 1955–56          | Primera División         | 34       | 17    | 3        | 1      | 0        | 0     | 37       | 18    |
| West Bromwich Albion F. C. | 1956–57          | Primera División         | 37       | 10    | 9        | 5      | 0        | 0     | 46       | 15    |
| West Bromwich Albion F. C. | 1957–58          | Primera División         | 39       | 22    | 6        | 6      | 0        | 0     | 45       | 28    |
| West Bromwich Albion F. C. | 1958–59          | Primera División         | 36       | 17    | 3        | 0      | 0        | 0     | 39       | 17    |
| West Bromwich Albion F. C. | 1959–60          | Primera División         | 36       | 15    | 3        | 0      | 0        | 0     | 39       | 15    |
| West Bromwich Albion F. C. | 1960–61          | Primera División         | 20       | 6     | 1        | 0      | 0        | 0     | 21       | 6     |
| West Bromwich Albion F. C. | Total            | Total                    | 415      | 208   | 42       | 23     | 1        | 3     | 458      | 234   |
| Crystal Palace F. C.       | 1961–62          | Tercera División         | 28       | 13    | 2        | 0      | 1        | 0     | 31       | 13    |
| Crystal Palace F. C.       | 1962–63          | Tercera División         | 36       | 11    | 3        | 1      | 1        | 0     | 40       | 12    |
| Crystal Palace F. C.       | 1963–64          | Tercera División         | 27       | 7     | 2        | 2      | 0        | 0     | 29       | 9     |
| Crystal Palace F. C.       | 1964–65          | Segunda División         | 9        | 3     | 0        | 0      | 0        | 0     | 9        | 3     |
| Crystal Palace F. C.       | Total            | Total                    | 100      | 34    | 7        | 3      | 2        | 0     | 109      | 37    |
| Total de carrera           | Total de carrera | Total de carrera         | 638      | 276   | 61       | 30     | 3        | 3     | 702      | 309   |

### Estadísticas como internacional
| Inglaterra | Inglaterra | Inglaterra |
| Año        | Partidos   | Goles      |
| ---------- | ---------- | ---------- |
| 1952       | 1          | 0          |
| 1953       | 0          | 0          |
| 1954       | 4          | 2          |
| Total      | 5          | 2          |

### Estadísticas como entrenador
| Equipo                        | De                       | A                       | Récord | Récord | Récord | Récord      | Récord |
| Equipo                        | De                       | A                       | PG     | PE     | PP     | % victorias |        |
| ----------------------------- | ------------------------ | ----------------------- | ------ | ------ | ------ | ----------- | ------ |
| Wolverhampton Wanderers F. C. | 19 de septiembre de 1965 | 17 de noviembre de 1968 | 150    | 66     | 35     | 49          |        |
| Athletic Club                 | Septiembre de 1969       | Noviembre de 1971       | 88     | 40     | 21     | 27          |        |
| Walsall F. C.                 | 6 de julio de 1973       | 20 de diciembre de 1973 | 26     | 6      | 9      | 11          |        |
| West Bromwich Albion F. C.    | 21 de junio de 1977      | 22 de diciembre de 1977 | 22     | 11     | 7      | 4           |        |
| West Bromwich Albion F. C.    | 1 de julio de 1981       | 31 de mayo de 1982      | 58     | 19     | 15     | 24          |        |
| Total                         | Total                    | Total                   | 344    | 142    | 87     | 115         |        |

## Títulos
Con West Bromwich Albion
- Subcampeón de la Football League First Division: 1953–54
- Ganador de la FA Cup: 1954
- Ganador de la FA Community Shield: 1954 (compartido)

Con Inglaterra
- Ganador del British Home Championship: 1954 y 1955

Con Crystal Palace
- Subcampeón de la Third División (promovido): 1963–64

Con Wolverhampton Wanderers
- Subcampeón de la Second Division (promovido): 1966–67

Con Athletic Club
- Subcampeón de la Primera División de España: 1969–70